# Chiara Lubich
Chiara (Silvia) Lubich (Trente, 22 januari 1920 – Rocca di Papa, 14 maart 2008) was de oprichter en eerste voorzitter van de Rooms-Katholieke Focolarebeweging.

## Jeugd
Lubich werd geboren in Trente als tweede van vier kinderen. Haar moeder was katholiek, haar vader socialist. Hij werd werkloos vanwege de zware economische crisis van 1929 en daardoor moest het gezin in grote armoede leven. Al vanaf jonge leeftijd gaf Lubich les om haar studie te kunnen betalen. Ze werkte van 1938 tot 1940 op basisscholen in de bergdorpjes Castello en Livo in de buurt van Trente. Vanaf 1940 tot 1943 gaf ze les in het weeshuis van de Kapucijnen in Trente. Lubich begon een studie filosofie aan de universiteit van Venetië. Vanwege de Tweede Wereldoorlog was ze echter genoodzaakt om haar studie af te breken.

## Werk van Maria
Op 7 december 1943 legde Lubich haar persoonlijke geloften af voor God en noemde Hem het Ideaal, het “Alles” in haar leven. Hierbij nam ze ook de naam Chiara aan in de plaats van haar doopnaam Silvia. Het aannemen van de geloften was in feite de oprichtingshandeling van Opera di Maria (Latijn: Opus Mariae, Nederlands: Werk van Maria), een kerkelijke beweging die beter bekend is onder de naam Focolare.
Tijdens de Tweede Wereldoorlog werd haar huis verwoest door het zware bombardement dat de stad Trente trof op 13 mei 1944. Bij een eerder bomalarm hadden zij en haar vriendinnen bij kaarslicht uit het evangelie van Johannes gelezen: "dat allen één mogen zijn" (Joh.17,21). Binnen het genoemde Ideaal zou dat vanaf nu hun levensprogramma worden! Haar familieleden vluchtten de bergen in, maar Lubich besloot in de stad te blijven. Terwijl ze tussen het puin op zoek was naar haar vriendinnen, hield ze op een gegeven moment een vrouw vast die buiten zichzelf van verdriet was en die schreeuwde dat vier van haar kinderen waren gestorven. Op dat moment voelde ze haar roeping om zich te vereenzelvigen met het leed van de wereld. Ze besloot om het eenvoudige en oorspronkelijke evangelie voor te leven door bijvoorbeeld in het gezelschap van de armen te zijn. Zo wilde ze het voorbeeld van Christus volgen. Dat zou volgens haar de sterkst mogelijke vorm van sociale revolutie zijn. Lubich betrok hierbij een groep vriendinnen en zo ontstond de eerste kern van de Focolarebeweging.
In 1948 ontmoette zij in het parlement de christendemocratische schrijver, journalist en parlementariër Igino Giordani. Hij gold als medeoprichter van de beweging vanwege zijn inbreng van het sociale aspect naast het spirituele aspect in het bouwen aan eenheid. De aanwezigheid van Giordani laat zien dat ook getrouwde mensen deel uitmaakten van de beweging en dat Focolare dus ook een lekenbeweging is. Tijdens de zomervakantie van 1949, de eerste (tijdelijke zomer-) "Mariapoli", die ze doorbracht in Tonadico in de Dolomieten, kreeg Lubich enkele bijzondere inzichten, die zij vanwege hun schoonheid en inhoud het ‘Paradijs’ noemde. Deze inzichten behelsden onder andere Gods plan voor de toekomst van het Werk van Maria.
Ook in 1949 ontmoette zij Pasquale Foresi, een jongeman die was opgegroeid in een katholieke omgeving en met een zelfkritische geest theologie bedreef. Hij werd de eerste priester van de Focolarebeweging. Hij stond altijd aan Lubichs zijde en hielp eraan mee dat ook theologisch onderzoek een plaats kreeg binnen de beweging. Hij hielp bij de oprichting van de uitgeverij Città Nuova en van het Focolare-dorp Loppiano (vlak bij Florence), een "Mariapoli" ofwel "stadje van Maria" (dorpje of centrum) waar men de idealen en inzichten van Chiara intensief en permanent probeert te leven. Vanwege zijn belangrijke bijdrage wordt ook hij, net als Igino Giordani, beschouwd als medeoprichter van de beweging.

## Ontwikkeling van Focolare
Chiara wilde haar werk vanaf het begin in eenheid met de kerk, d.w.z. de plaatselijke bisschop, ontwikkelen. Dit was Monseigneur Carlo de Ferrari, bisschop van Trente. Van hem kwam in 1947 de eerste kerkelijke diocesane goedkeuring.
Na de Hongaarse Revolutie van 1956 deed Lubich een appel op paus Pius XII om te smeken dat Gods naam zou terugkeren “op de pleinen, in de huizen, in de fabrieken, in de scholen”. Zo kwamen de eerste Volontari di Dio, leken die hun best deden om radicaal vanuit een evangelische spiritualiteit te leven. Ze wilden net zo leven als de eerste christenen. Door hun radicaliteit gaven ze voortdurend voeding aan de christelijke revolutie om hen heen, vooral door het doen van goede werken en werken van barmhartigheid. Ze wilden het nieuwe gebod van Jezus “Heb elkaar lief” (Joh. 13:34) vertalen in sociaal werk.
Er waren toen katholieken die deze 'evangelische spiritualiteit' protestants (ketters) vonden en die een zaak aanhangig maakten bij de Congregatie van het H.Officie, onderdeel van de Curie in Rome. Chiara Lubich hield geestelijk rekening met de onmiddellijke opheffing van haar beweging. Paus Pius XII had echter bevolen de zaak − wellicht alleen voorlopig − te laten rusten.
Enkele jaren later gaf Paus Johannes XXIII in 1962 de eerste kerkelijke goedkeuring aan de beweging. De statuten, waarin de volgende stappen van ontwikkeling van de beweging beschreven stonden, werden in 1990 goedgekeurd door paus Johannes Paulus II. In 1985 had Lubich van hem al het zeldzame privilege gekregen dat ook in de toekomst de voorzitter van de beweging altijd een vrouw zou zijn, dit als onderstreping van het overwegende lekenkarakter van de beweging. Er is wel een mannelijke co-president.
- In 1964 stichtte Lubich het Focolare-dorp Loppiano in de heuvels bij Florence. Dit was de eerste van een hele rij dergelijke dorpen over de hele wereld.
- In 1966 richtte Lubich de jongerenbeweging Movimento Gen op.
- In 1991 bezocht Lubich Brazilië. Daar werd ze geraakt door de armoede in de favela’s en lanceerde zij het idee van de Economie van Gemeenschap. Hiermee wilde zij een nieuwe economie opbouwen die gebaseerd zou zijn op een andere verdeling van de bedrijfswinsten: een derde voor de bedrijfsontwikkeling, een derde voor de armen, een derde voor het onderwijs van de leden van de beweging. In korte tijd deden hier al duizend bedrijven aan mee. Zo hoopte zij dat de economie zich zou oriënteren op het evangelie. Ook stond zij zo aan de basis van het concept van maatschappelijk verantwoord ondernemen. Met behulp van Igino Giordani en Giancarlo Pallavicini verdiepte zij deze theorie en ontwikkelde het concept van de meervoudige parameters, wat wil zeggen dat men in het bedrijfsleven niet alleen met financiële parameters moet werken, maar ook met sociale en maatschappelijke factoren rekening moet houden.
- In 1997 en 1998 hield Lubich zich bezig met het vinden van nieuwe wegen in de interreligieuze dialoog. Ze werd in Thailand uitgenodigd om voor 800 boeddhistische monniken te spreken over haar christelijke geloofservaringen. In de moskee van Harlem in New York sprak ze voor 3000 Afro-Amerikaanse moslims en in Argentinië sprak ze voor de Joodse gemeenschap van Buenos Aires.

## Persoonlijk
Vanaf 2 maart 2006 lag Lubich een aantal maanden in het Gemelli-ziekenhuis in Rome om te herstellen van een acute luchtweginfectie. Bij deze gelegenheid stuurde paus Benedictus XVI haar zijn zegen en beloofde voor haar te bidden. Op 10 maart 2008 verslechterde haar gezondheidstoestand plotseling en moest ze weer opgenomen worden in het Gemelli-ziekenhuis in Rome. Zij ontving daar een persoonlijke brief van de paus en kreeg bezoek van de patriarch Bartholomeus I (hij was toevallig op bezoek in het Vaticaan bij de paus). Op 13 maart 2008 werd haar toestand zo slecht dat de artsen haar niet meer konden helpen. Op haar verzoek werd zij overgebracht naar haar huis in Rocca di Papa, waar zij de volgende dag rustig is gestorven, op een leeftijd van 88 jaar.
Bij haar begrafenis op 18 maart waren duizenden mensen aanwezig, onder wie diverse politici, vertegenwoordigers van andere kerkelijke bewegingen en mensen uit andere kerken en van andere religies. Paus Benedictus XVI liet een boodschap overbrengen, waarin hij benadrukte dat Lubich een vrouw was die een van gedachten was met de pausen en die soms in staat was om al eerder bepaalde zaken te doorzien en die dan uit te werken. In zijn preek wees kardinaal Tarcisio Bertone haar aan als een van de “stralende sterren” van de twintigste eeuw, naast persoonlijkheden als Moeder Teresa van Calcutta. Als hoofd van de beweging volgde Maria Voce haar op, een van haar nauwste medewerkers. Zij werd op 7 juli 2008 unaniem verkozen door de Algemene Assemblee van de beweging voor een periode van zes jaar.
Op 27 januari 2015 werd in de kathedraal van Frascati op plechtige wijze het proces gestart voor de zaligverklaring en heiligverklaring van Chiara Lubich.

## Kritiek
Een aantal ex-focolareleden zijn naar buiten gekomen met de bewering dat de beweging trekken van een sekte heeft en dat in de beweging een hele persoonsverering ontstaan is rond de stichteres. Ook beweerden ze dat navolging van Maria in feite navolging van Chiara Lubich betekende en dat zij in niets meer zichzelf mochten en konden zijn. Gordon Urquhart, ex-focolarino, beweert in zijn boek "Het geheime leger van de paus" (over de nieuwe lekenbewegingen in de katholieke kerk), dat de Focolarebeweging geheime teksten heeft, die onder de focolarini circuleren. Ze worden te sterk bevonden "voor publieke consumptie".Hij bespreekt een zo'n tekst, die hij eens onder ogen heeft gehad. Chiara beschrijft erin hoe zij de maagd Maria had "gezien" als de bron van alle genade. Ze voegde er echter aan toe dat naast de Madonna een tweede, kleine Maria (zijzelf) stond. In mij, zegt ze, is alle genade voor degenen die zich in eenheid aaneen willen sluiten.En: in de beweging wordt het woord "Mamma" voor Chiara gereserveerd.

## Prijzen
- In 1977 ontving zij in Londen de Templetonprijs voor de Vooruitgang van de Religies
- In 1996 kreeg zij van de Unesco in Parijs de Prijs voor Vredesopvoeding
- In september 1998 ontving zij van de Raad van Europa de Prijs voor de Rechten van de Mens 1998

Ook ontving Lubich diverse eredoctoraten:
- 19 juni 1996: in de Sociale Wetenschappen te Lublin (Polen)
- 14 januari 1997: in de Theologie te Manilla
- 6 juni 1997: in de Filosofie te Mexico-Stad
- 6 april 1998: in de Dialoog met de hedendaagse cultuur te Buenos Aires
- 29 januari 1999: in de Economie en Handel te Piacenza
- 26 februari 1999: in de Letteren en de psychologie op Malta
- 10 november 2000: in de Pedagogiek te Washington

Lubich ontving het ereburgerschap van diverse steden over heel de wereld.

## Onderscheidingen
- Ridder in het Grootkruis van de Orde van Verdienste van de Republiek Italië “Op initiatief van de president van Italië”
- Dame van de Nationale Orde van het Zuiderkruis (Brazilië)
- Grootkruis van verdienste van Duitsland

## Boeken over Chiara Lubich
- E. Robertson (1978). Chiara. Antwerpen. (vert. L. van den Broek)
- M. Pochet (1984). Leven voor de eenheid. Chiara Lubich en de Focolares. Antwerpen. ISBN 9067211338. (vert. E. Herkes)
- M. Cerini (1993). God-Liefde in leven en denken van Chiara Lubich. Amersfoort. ISBN 907173403X. (vert. P. Bekooy)
- L. van den Broek (2007). Wijsheid van Chiara Lubich. 365 teksten voor elke dag van het jaar. Tielt. ISBN 9789020969733.